# NGC 6001
NGC 6001 este o infrared source⁠(d) situată în constelația Coroana Boreală. A fost descoperită în 11 aprilie 1785 de către William Herschel.